# サファイア (ポケットモンスターSPECIAL)
サファイアは、漫画『ポケットモンスターSPECIAL』に登場する架空の人物である。

## プロフィール
- 本名：オダマキ・サファイア
- 性別：女
- 誕生日：9月20日
- 星座：乙女座
- 誕生石：サファイア
- 年齢：10歳(第4章)・11歳(第4章最終話・第6章)・15歳（第13章）
- 血液型：O型
- 身長：158cm（第13章時点）
- 体重：45kg（第13章時点）
- 出身地：ホウエン地方・ミシロタウン
- 賞歴：ホウエン地方ポケモンジム全制覇
- 瞳の色：藍（藍色の宝珠による鈍い光を持つ）
- 家族：父(オダマキ博士)・母
- 視力（左右）：2.5
- 口調：肥筑方言
- 特技：木登り・崖登り、荒れ地を走ること
- 初登場：第182話 VSグラエナ
- 登場章：第4章・第6章・(第7章)・第13章
- 登場巻：15-22・(27)・28・29・(37)
- 持ち物：ポケモン図鑑（3代目）・木の実・移動用ツタ・ルビーからの手紙・天体ショーのチケット・黒板とチョーク・メガバンクル・バシャーモナイト・エルレイドナイト・アクアスーツ・ライブドレス
- 代名詞：究める者
- 人気投票：4位（2005年）→5位（2011年）

## 人物
第4章・第13章の主人公の一人。『ポケットモンスタールビー・サファイア・エメラルド』及び『ポケットモンスタールビー・サファイア・エメラルド』の女の子主人公がモデル。一人称は「あたし」。
元々は綺麗好きでおしとやかな少女だったが、幼少の頃、オダマキ博士に連れられてセンリのジムリーダー試験に行った際、ルビーと出会った。ルビーと仲良くなり一緒に遊んでいたところ、ボーマンダと遭遇。ルビーのおかげでボーマンダは去ったが、ルビーの戦う姿を見て「怖い」と呟きながら泣き崩れた。その一言でルビーを傷つけてしまい、自分が戦えなかった事がきっかけで美しさを捨てて新たに強さに目を向けるようになった。その後、父親の研究を手伝いながら自然と一体化した生活を送る、「超野性派少女」になった。
上記の結果、人間離れした視力・聴覚・嗅覚・怪力を身に付けていて（直感的思考にも優れている）、凡人では到底感じ取る事のできないポケモンのレベルの変化を読み取れる。また、ポケモンの知識も豊富で（ただし、漢字はほとんど読めない）カナズミシティジムのペーパーテストで初の満点を取るなどかなり博識。自然やポケモンの特性を活かしたバトルが得意。ただし、ボーマンダに対しては過去の出来事以来、苦手意識を持っている。
「化学製品を身に着けるとポケモンが寄ってこなくなる」という理由で、当初はツタと葉っぱを服代りにしていたが（それに加え爪はかなり伸び、身体中にペイントを入れていた）、旅立つ際にルビーが作った服（コスチュームはゲーム版『ポケットモンスター ルビー・サファイア』の女の子主人公の服装をモデルとしたデザイン）を着て行く。
現在はポケモンバトルが大好きな上、汚れることを厭わない（ポケモンの肛門の臭いを直接嗅ぐなど）ガサツな性格、加えて感情も訛り（博多弁）も剥き出しで話す等、昔とは打って変わって女の子らしいとは言い難い行動が多く、ポケモンの見た目などにもあまりこだわらない。汚れる事を嫌い、男らしいとは言い難いルビーとは対照的。しかし、可愛い物を好んだり結婚式に憧れるなど女の子らしい部分も持っており、サファイア自身も『アタシだって女の子ったい!』と言っていることから、女の子としての自覚が無いわけではない。また、ジムリーダーの事を「様」付けで呼んだりと、目上の人に対しては敬意を表している。
ルビーとは第4章序盤で約5年ぶりに再会する事になったが、互いの印象が変わりすぎていた事もあって当初は全く気付いていなかった。マグマ団・アクア団の陰謀に共同で立ち向かううちに次第に意識が変化し、初めは単なるライバルとしか見ていなかったが徐々に好意を抱いていく。最終決戦目前にルビーに告白するが、当のルビーは騒動の終着後、その事には一切触れていない為（本人の談では時空の狭間に突入した影響で最終決戦での記憶があやふやになっているとの事）、告白自体が曖昧になってしまったようである。なお、この告白シーンは2011年に公式サイトで行われた人気投票シーン部門で第1位に輝いた。それから4年を経た第13章時点でもルビーへの想いは色褪せるどころか一層深まっている。
「80日でジム制覇」したという記録は他地方でも有名な快挙であるらしく、第7章でミオシティのジムリーダー・トウガンの口から語られるほどだった。
上記の通り『ポケットモンスター ルビー・サファイア・エメラルド』及び『ポケットモンスター オメガルビー・アルファサファイア』の女の子主人公を元にしたキャラクターだが、「八重歯がある」「髪を後ろで縛っている」など、デザインに細かい違いが見られる。また、第4章後半から第6章までは髪の色が茶髪ではなく銀色に塗られているイラストも存在する。第4章当初の服装はゲーム版『ルビー・サファイア』に準拠したもので、ルビーとの和解後にもらったコスチュームはゲーム版『ポケットモンスター エメラルド』の女の子主人公の服装をモデルとしたデザインとなっている。第6章のコスチュームはゲーム版『ポケットモンスター エメラルド』の女の子主人公の服を基準とした、青を基調としたオリジナルの服になっている。第13章では『ポケットモンスターオメガルビー・アルファサファイア』の女の子主人公の格好をモデルにした格好をする。なお、彼女の服はすべてルビーが仕立てたものである。

## 劇中での活躍
第4章(ルビー・サファイア編)
ルビーとは出会った時から大喧嘩になるが、彼に「80日間ホウエン地方1周」勝負を挑んだことがきっかけで、サファイア自身も旅を始めることになる。道中順調にジムバッジを集めていくが、次第にアクア団・マグマ団との戦いに巻き込まれていくようになり、ルビーに対して特別な感情を抱いていく。
ヒワマキシティでルビーと再会した時、初めて隠された強さを目の当たりにし、価値観の違いで口論が生じたことで絶交宣言。再度ツタと葉っぱの姿になるが、後に和解して再びルビーが作った服を着た。
幼少期に想いを寄せていた男の子がルビーであることを知らずにいたが、エアカーに閉じ込められた際、額の傷を見て気付く。ミクリやカラクリ大王の協力でルネシティに辿り着き、ルビーと再び合流。最終的にマグマ団・アクア団の野望を食い止め、事件を解決した後は全てのジムの制覇も成し遂げた。
第6章(エメラルド編)
ルビーと共に計画の第二段階としてバトルフロンティアに到着し、エメラルドの手助けをする。
究極技を習得した後は、歴代図鑑所有者の先輩達と共に究極技を繰り出して、ガイルが出現させた強大な海の魔物を撃退し、バトルフロンティアの危機を救った。
第13章(オメガルビー・アルファサファイア編)
字が読めなかったり、ガサツな面は変わっていないが、ルビーに対する愛情は第4章・第6章より深まっており、エメラルドはその点には全く着いて行けずに「色ボケ原始人」と揶揄している。
ルビーとポケモンの分布調査の旅に出るなどして充実した日々を送っていたが、ダイゴからの要請（ルビーの一身上の都合で「デボンに脅迫する者との戦闘」と伝えた）で、ムロタウンでメガシンカ習得の修行をする。
後にシーキンセツに移動し、プラスル・マイナンと再会した後、吸収盤へメガバシャーモの生体エネルギーを注ぎ込んだが、その場でヒガナとの戦闘に巻き込まれ、その際の発言から自分だけが星の危機について知らされていなかった事を知り、そのショックから味覚と発声能力を失ってしまう。
ヒガナにキーストーンを奪われてしまったものの、フーパのワープ能力で遠く離れたトクサネ宇宙センターに移動し、ソライシ博士に次元転移装置を渡した。
そのまま現地で警備に当たり、ロケットを止めようとする新生マグマ団・アクア団の幹部達を振り切りヒガナと交戦するが、敗北する。負傷したところをギリーに助けられ、ミツルのひみつきちで介抱される。
フーパのリングを介してひみつきちの中からジョウト地方からホウエンに帰還したルビーに再会、星の危機の事を隠していた事を許しレックウザの"ガリョウテンセイ"の会得に協力、ヒガナと再び戦った際に声を取り戻した。
3勢力の和解が成立してからはルビーと仲良くするルチアにヤキモチを妬いていたが、ルビーから任務後はもう戻って来れないかもしれないから最後まで一緒にいてほしいと告白され、共に宇宙へ向かう事になる。
ルビーと共にメガレックウザに乗って隕石を破壊、デオキシスを倒し星を救った。事件が解決した後、ルビーと一緒に見に行く予定だった天体ショーは騒動でチケットがボロボロになってしまうが、宇宙空間から星へ向かう無数の流星をルビーと共に見る事ができた。
隕石破壊後、ルビーと共に彼の仕立てたドレスを着て「ポケモンコンテストライブ!」に出場した。

## 所有ポケモン
第4章時のメンバーはちゃも・どらら・えるる・ふぁどど・とろろ・じらら。♀が1匹に対して♂が5匹とルビーとは対照的。ポケモンの種族名から2文字取り、○××の形にしてニックネームとしている。「手持ち」ではあるが、少なくともえるる・とろろの2匹は放し飼いにしている。
第6章ではちゃも・どらら・ふぁどど・とろろが登場。第13章ではちゃも・どらら・とろろ・きるるが手持ちに入り、えるるがルビーに協力する代わりにZUZU・RURUを預かっている。

### 手持ち
ちゃも
- アチャモ♀→ワカシャモ♀→バシャーモ♀←→メガバシャーモ♀ Lv.59
- 特性：もうか←→かそく 性格：れいせい 個性：ぬけめがない
- 技："かえんほうしゃ"・"かげぶんしん"・"スカイアッパー"・"つつく"・"にどげり"・"ひのこ"・"ブラストバーン"・"ブレイズキック"
- 初登場：第183話 VSアチャモ

オダマキ博士が特別に研究していた3匹のうち1匹で、サファイアの初めからの手持ち。主戦力でもある。
石の洞窟での修行にてワカシャモ、ヒワマキシティでナギとの最初のジム戦にてバシャーモに進化する。
第6章では修行により、「炎の究極技」"ブラストバーン"を習得し、グリーンのリザードン・ゴールドのバクたろう（バクフーン）と共に放った。
第13章では修行により、メガバシャーモへのメガシンカに成功する。
どらら
- ココドラ♂→コドラ♂→ボスゴドラ♂ Lv.54
- 特性：がんじょう 性格：やんちゃ 個性：ちのけがおおい
- 技："アイアンテール"・"つばめがえし"・"てっぺき"・"とっしん"・"メタルクロー"・"メタルバースト"
- 初登場：第184話 VSドクケイル

幼少期からの付き合い（第13章時点で10年前後）で、言葉の指示がなくても以心伝心で戦える。非常に硬い身体を活かした接近戦を得意とする。サファイア曰く食いしん坊らしく、ツワブキ社長のポワルン（後にルビーに付いていく）を助ける為に噴水の鉄を食べていた。
石の洞窟での修行にてコドラに、マボロシ島での修行にてボスゴドラに進化する。
ルビー・サファイアの運命を狂わせた事件当時はボールの中から目撃しており、その元凶であるヒガナのボーマンダを敵視している。
ふぁどど
- ドンファン♂ Lv.58
- 特性：がんじょう 性格：せっかち 個性：かけっこがすき
- 技："からげんき"・"がんせきふうじ"・"ギガインパクト"・"ころがる"
- 初登場：第204話 VSラクライⅠ

キンセツシティ周辺の野原を転がり続けていた問題児。後に転がり続ける理由が、地下にあるニューキンセツの発電装置の狂った磁場を感じ取っていたからだと判明する。発電装置をサファイアと共に止め、気が合ったことで手持ちとなる。
第13章では「ポケモンコンテストライブ!」に出場している。
えるる
- ホエルオー♂ Lv.53
- 特性：どんかん 性格：ずぶとい 個性：からだがじょうぶ
- 技："しおふき"・"なみのり"
- 初登場：第192話 VSシザリガーⅠ

オダマキ博士から借りている。水上移動専用。普段は水上に放し飼いにされており、指笛を聞きつけて現れる。
くしゃみでムロタウンにビッグウェーブを引き起こした事がある。レジロック・レジアイス・レジスチルを目覚めさせる隊列にも加わる。
第13章では、ルビーの指笛を聞いて現れ、彼を「南の孤島」まで運んだ。
とろろ
- トロピウス♂ Lv.56
- 特性：ようりょくそ 性格：おだやか 個性：ものおとにびんかん
- 技："グラスミキサー"・"ソーラービーム"・"そらをとぶ"・"つばめがえし"・"はっぱカッター"・"マジカルリーフ"
- 初登場：第213話 VSマリルリⅡ

えるると同じくオダマキ博士から借りている飛行要員。普段は放し飼いにされている。
じらら
- ジーランス♂ Lv.55
- 特性：いしあたま 性格：がんばりや
- 技："ダイビング"
- 初登場：第235話 VSカイオーガ&グラードンⅢ

本来は深海に生息するが、グラードン・カイオーガの影響で陸地に打ち上げられてしまい、サファイアに介抱される。
その後サファイアの手持ちになり、ルビー・サファイアを"ダイビング"で海底洞窟に連れて行き、レジロック・レジアイス・レジスチルを目覚めさせる隊列にも加わる。人を連れて深海に潜る技"ダイビング"は、本作ではジーランスのみ使える能力となっている。平均的な個体よりも体格が小さめらしい。
23巻にてボールに入っていなかったことから、えるる同様、普段は水中に放し飼いにされている可能性が高い。
きるる
- キルリア♂→エルレイド♂←→メガエルレイド♂ Lv.59
- 特性：?→ふくつのこころ←→せいしんりょく 性格：まじめ 個性：こうきしんがつよい

第13章に登場した新しい手持ち。サファイアはサーナイトに進化させるつもりだったが、進化する直前にサファイアが蹴った「めざめいし」に触れた事でエルレイドに進化した。
おばば様から「エルレイドナイト」を貰い、ルビーとの喧嘩の末メガシンカした。

### 一時手持ち
マイナン♀
- 特性：マイナス 性格：ようき
- 技："かげぶんしん"・"でんげきは"

すてられぶねで出会った。マボロシ島でルビー・サファイアとプラスルと共に再会・修行し、最終超決戦に参戦する。
ルビーによると、元は探知機の開発者のポケモンであり、主人が行方不明になった後で野生化したらしい。プラスルと同様に火花のボンボンを攻撃に使える。
後にシーキンセツでも再会を果たす。
プラスル♂
- 特性：プラス 性格：わんぱく

ルビーに置いて行かれた為、その後に引き取る。
第13章において、シーキンセツでも再会を果たす。
ZUZU（ルビー）
- ラグラージ♂

第13章において、ルビーの一身上の都合で預けられ、究極技のトレーニングをする。
RURU（ルビー）
- キルリア♀→サーナイト♀

第13章において、ルビーの一身上の都合で預けられ、トレーニング中に進化した。